# Васкес Шрёдер, Родриго
Родриго Васкес Шрёдер (род. 6 декабря 1969, Чили) — чилийский шахматист, гроссмейстер (2004).
Пятикратный чемпион Чили (1989, 1992, 2004, 2009 и 2013).
В составе национальной сборной участник 6-и Олимпиад (1990, 1998, 2004, 2010—2014).

## Изменения рейтинга
| Графики недоступны из-за технических проблем. См. информацию на Фабрикаторе и на mediawiki.org. |